# Нуорунен
Ну́орунен (фин. Nuorunen) — гора в северо-западной части Лоухского района Республики Карелия. Высота — 577 м. Самая высокая точка хребта Маанселькя в пределах Республики Карелия и самая высокая точка этого региона.

## Описание
Представляет собой отдельную вершину близ главного хребта Маанселькэ в самой южной части Национального парка Паанаярви, южнее Северного полярного круга и озера Паанаярви. Вершина лишена растительности и большую часть года покрыта снегом и льдом, с неё открывается обширная панорама окружающих гор. На вершине — крупнейший в Карелии сейд, место религиозного культа древних саамов.
Массив Нуорунен — линзовидное тело площадью около 35 кмг, сложенное крупнозернистым микроклиновым гранитом с опаловидным кварцем, а в краевых частях — порфировидным микрогранитом. Порода состоит из микроклина, микроклин-пертита, альбит-олигоклаза, кварца.